# Brachyotum harlingii
Brachyotum harlingii är en tvåhjärtbladig växtart som beskrevs av John Julius Wurdack. Brachyotum harlingii ingår i släktet Brachyotum och familjen Melastomataceae. IUCN kategoriserar arten globalt som sårbar.
Artens utbredningsområde är Ecuador. Inga underarter finns listade i Catalogue of Life.